# Temporada do Grand Prix de tênis de 1970
O ATP Tour de 1970 correspondeu ao primeiro circuito mundial da elite profissional do tênis organizado pela ATP (Associação de Tenistas Profissionais) da temporada de 1970.
Aqui será listado os campeões das competições que compreende o Circuito de Tênis Gran Prix e o Campeonato Mundial de Tênis e alguns torneios reconhecidos pela ATP.
O Circuito de Tênis Gran Prix são distribuídos por torneios Grand Slam Classe A, torneios de classe 1 e 2, torneio regulares reconhecidos pela ATP, torneio por equipes e o Gran Prix Masters.
O Campeonato Mundial de Tênis organiza torneios regulares e o WCT Final.
.As pontuações de ranking foram organizadas pelo Circuito de Tênis Gran Prix e não foi encontrados fontes de referencias para as pontuações de ranking pelo Campeonato Mundial de Tênis.
Sera listado também em uma tabela o numero de países participantes e seus jogadores. E sendo organizado uma tabela de pontos nesse primeiro circuito mundial de ATP.

## Calendário
A tabela foi dividida em duas: uma categoria de simples e outra categoria duplas
| Semana de       | Torneio                                                           | Campeões                                | Vice-campeões       | Semifinalistas                                | Eliminados nas Quartas                                                  |
| --------------- | ----------------------------------------------------------------- | --------------------------------------- | ------------------- | --------------------------------------------- | ----------------------------------------------------------------------- |
| 19 de Janeiro   | Austrália Open Sydney,Gran Prix Grand Slam Quadra dura 64 Simples | Arthur Ashe 6-4,9-7,6-2                 | Dick Crealy         | Dennis Ralston Roger Taylor                   | Tony Roche John Newcombe Tom Okker Ray Ruffels                          |
| 02 de Fevereiro | Philadelphia EUA Quadra rapida 64 Simples                         | Rod Laver 6-3,8-6,6-2                   | Tony Roche          | Dennis Ralston John Newcombe                  | Ilie Nastase Cliff Richey Earl Butch Buchholz Clark Graebner            |
| 12 de Fevereiro | Miami EUA WCT Quadra Rapida 8 Simples                             | Ken Rosewall 3-6,6-2,3-6,7-6,6-3        | Andres Gimeno       | Rod Laver Tony Roche                          | Fred Stolle Tom Okker Raymond Moore                                     |
| 15 de Fevereiro | Richmond EUA Quadra Rapida 8 Simples                              | Arthur Ashe 6-2,13-11                   | Stan Smith          | Clark Graebner Jim McManus                    | Ilie Nastase Zeljko Franulovic Cliff Richey Charlie Pasarell            |
| 15 de Fevereiro | Salisbury EUA Gran Prix 64 Simples US$ 50.000                     | Ilie Năstase 6-8,3-6,6-4,9-7,6-0        | Cliff Richey        | Roger Taylor Ismail El Shafei                 | Rod Laver Tony Roche Jim Osborne Ion Tiriac                             |
| 20 de Fevereiro | Corpus Christi EUA WCT 8 Simples                                  | Ken Rosewall 6-2,6-0                    | John Newcombe       | Earl Butch Buchholz Andres Gimeno             | Dennis Ralston Raymond Moore Mark Cox Fred Stolle                       |
| 25 de Fevereiro | Los Angeles EUA WCT Quadra Dura 8 Simples                         | Dennis Ralston 7-5,4-6,6-1              | Rod Laver           | Richard Pancho Gonzales Fred Stolle           | Raymond Moore Andres Gimeno                                             |
| 25 de Fevereiro | Macon EUA Gran Prix 32 Simples                                    | Cliff Richey 63-,3-6,8-6                | Arthur Ashe         | Robert Lutz Jaime Fillol Sr.                  | Zeljko Franulovic Onny Parun Tom Gorman Tom Edlefsen                    |
| 02 de Março     | Hampton EUA Gran Prix 32 Simples                                  | Stan Smith 6-3,6-2,7-5                  | Thomas Koch         | Cliff Richey Clark Graebner                   | Zeljko Franulovic Ilie Nastase Arthur Ashe Jan Kukal                    |
| 04 de Março     | Wembley1 Gra Bretanha Gran Prix 16 Simples                        | Marty Riessen 6-4,6-2                   | Ken Rosewall        | Earl Butch Buchholz Tom Okker                 | Ismail El Shafei Cliff Drysdale Mark Cox Nikola Pilic                   |
| 16 de Março     | Sydney Australia WCT 32 Simples                                   | Rod Laver 3-6,6-2,3-6,6-2,6-3           | Ken Rosewall        | Roger Taylor Andres Gimeno                    | Arthur Ashe Richard Pancho Gonzales John Cooper Roy Emerson             |
| 16 de Março     | Johannesburg África do Sul Gran Prix 64 Simples                   | Rod Laver 4-6,6-2,6-1,6-2               | Frew McMillan       | Richard Pancho Gonzales Bob Hewitt            | Cliff Drysdale Raymond Moore Robert Maud Mark Cox                       |
| 05 de Abril     | San Jaun Porto Rico Gran Prix 64 Simples                          | Arthur Ashe 6-4,6-3,1-6,6-3             | Cliff Richey        | Clark Graebner Jim McManus                    | Zeljko Franulovic Bob Carmichael Luis Ayala Nicola Spear                |
| 06 de Abril     | Durban Africa do Sul Gran Prix 64 Simples                         | Bob Hewitt 6-4,3-6,6-4,6-3              | Cliff Drysdale      | Mark Cox Richard Pancho Gonzales              | Marty Riessen Roger Taylor Robert Maud Andrew Pattison                  |
| 06 de Abril     | St Petersburg EUA Gran Prix 64 Simples                            | Jan Kodeš 6-3,6-3,6-3                   | Joaquin Loyo-Mayo   | Brian Fairlie Mike Belkin                     | Onny Parun Jim McManus Tom Edlefsen Luis-Augusto Garcia                 |
| 13 de Abril     | Monte Carlo Monaco Gran Prix 64 Simples                           | Zeljko Franulovic 6-4,6-3,6-3           | Manuel Orantes      | Ilie Năstase Ion Țiriac                       | Andres Gimeno Barry Phillips-Moore Francois Jauffret Istvan Gulyas      |
| 15 de Abril     | Charlotte EUA Gran Prix 32 Simples                                | Cliff Richey 6-4,6-4                    | Bob Carmichael      | Clark Graebner Jan Kodes                      | Manuel Santana Tom Gorman Barry MacKay Ingo Buding                      |
| 21 de Abril     | Dallas EUA WCT 32 Simples                                         | Andres Gimeno 6-2,6-3,6-2               | Roy Emerson         | Ken Rosewall Tony Roche                       | Marty Riessen Cliff Drysdale {{flagicon\|AUS} }Fred Stolle Roger Taylor |
| 21 de Abril     | Houston Gran Prix EUA 32 Simples                                  | Clark Graebner 2-6,6-3,5-7,6-3,6-2      | Cliff Richey        | Manuel Santana {{flagicon\|SRB} }Nicola Spear | Brian Fairlie Bob Carmichael Ingo Buding Jim McManus                    |
| 26 de Abril     | Bournemouth Grã-Bretanha Saibro 32 Simples                        | Mark Cox 6-1/6-2/6-3                    | Bob Hewitt          | Gerald Battrick Nikola Pilić                  | Tom Okker François Jauffret Ismail El Shafei Georges Goven              |
| 1 de Maio       | Roland Garros - Paris França Grand Slam Saibro 128 Simples        | Jan Kodeš 6-2/6-4/6-0                   | Željko Franulović   | Cliff Richey Georges Coven                    | Ilie Năstase Arthur Ashe Martin Mulligan François Juffret               |
| 6 de Maio       | Atlanta EUA Duro 16 Simples                                       | Tom Okker 6-4/10-8/6-2                  | Dennis Ralston      | John Newcombe Ken Rosewall                    | Roy Emerson Richard Pancho Gonzales Cliff Drysdale Marty Riessen        |
| 6 de Maio       | Las Vegas EUA Duro 16 Simples                                     | Richard Pancho Gonzales 6-1/7-5/5-7/6-3 | Rod Laver           | Tony Roche Roy Emerson                        | John Newcombe Andrés Gimeno Fred Stolle Ken Rosewall                    |
| 12 de Maio      | Bruxelas Bélgica Saibro 32 Simples                                | Tom Okker 6-3/6-4/0-6/4-6/6-4           | Ilie Năstase        | Cliff Richey Bob Hewitt                       | Manuel Santana Barry Phillips-Moore Marty Riessen Pierre Barthès        |
| 16 de Maio      | Roma Itália Saibro 32 Simples                                     | Ilie Năstase 6-3/1-6/6-3/8-6            | Jan Kodeš           | Nikola Pilić Alex Metreveli                   | Lew Hoad István Gulyás Željko Franulović Mark Cox                       |
| 3 de Junho      | St. Louis EUA Carpete 32 Simples                                  | Rod Laver 6-1/6-4                       | Ken Rosewall        | Roy Emerson Fred Stolle                       | Ismail El Shafei John Newcombe Pierre Barthès Dennis Ralston            |
| 7 de Junho      | Casablanca Marrocos Duro 16 Simples                               | John Newcombe 6-4/6-4/6-4               | Andrés Gimeno       | Pierre Barthès Nikola Pilić                   | Roger Taylor (tenista) Ismail El Shafei Mark Cox Marty Riessen          |
| 8 de Junho      | Beckenham Grã-Bretanha Grama 64 Simples                           | Clark Graebner 6-4/10-8                 | Robert Maud         | Nicholas Kalogeropoulos Ray Ruffels           | Gerald Battrick Byron Bertram Bobby Wilson Douglas Irvine               |
| 8 de Junho      | Bristol Grã-Bretanha Grama 32 Simples                             | Nikola Pilić 6-3/1-6/6-3                | Rod Laver           | Owen Davidson John Newcombe                   | Fred Stolle Cliff Drysdale Pierre Barthès Marty Riessen                 |
| 8 de Junho      | Nottingham Grã-Bretanha Grama 64 Simples                          | Andrew Smith 6-3/6-4                    | Chauncey Steele III | John Bartlett Stanley Smith                   | Peter Doerner Butch Seewagen Lewis Sylvester Tony Bardsley              |
| 15 de Junho     | Eastbourne Grã-Bretanha Grama 32 Simples                          | Stan Smith 6-3/6-2/7-5                  | Thomaz Koch         | Clark Graebner Cliff Richey                   | Ilie Năstase Arthur Ashe Željko Franulović Jan Kukal                    |
| 15 de Junho     | Queen's - Londres Grã-Bretanha Grama 64 Simples                   | Rod Laver 6-4/6-3                       | John Newcombe       | Cliff Richey Marty Riessen                    | Dick Crealy Charlie Pasarell Frew McMillan Georges Goven                |
| 22 de Junho     | Wimbledon - Londres Grã-Bretanha Grand Slam Grama 128 Simples     | John Newcombe 5-7/6-3/6-2/3-6/6-1       | Ken Rosewall        | Roger Taylor Andres Gimeno                    | Roy Emerson Tony Roche Clark Graebner Bob Carmichael                    |
| 5 de Julho      | Newport Grã-Bretanha Grama 64 Simples                             | Ken Rosewall 6-4/6-4                    | John Newcombe       | Nikola Pilić Owen Davidson                    | Roger Taylor (tenista) Gerald Battrick Cliff Drysdale Mark Cox          |
| 6 de Julho      | Dublin Irlanda Grama 32 Simples                                   | Tony Roche 6-3/6-1                      | Rod Laver           | Tom Okker Marty Riessen                       | Graham Stillwell Bob Hewitt Ismail El Shafei Bill Bowrey                |
| 6 de Julho      | Dusseldorf Alemanha Saibro 32 Simples                             | Wilhelm Bungert 6-3/6-0/6-4             | Christian Kuhnke    | Daniel Content François Jauffret              | Hans-Jurgen Pohmann Wieslaw Gasiorek István Gulyás Szabolcz Baranyi     |
| 11 de Julho     | Bastad Suécia Saibro 32 Simples                                   | Dick Crealy 6-3/6-1/6-1                 | Georges Goven       | Željko Franulović Bob Carmichael              | Patricio Rofriguez Clark Graebner Per Jemsby John Alexander             |
| 13 de Julho     | Hoylake Grã-Bretanha Grama 64 Simples                             | John Newcombe 4-6/9-7/6-4               | Owen Davidson       | Ismail El Shafei Bill Bowrey                  | Torben Ulrich Robert Maud Gerald Battrick Byron Bertram                 |
| 18 de Julho     | Gstaad Suíça Saibro 32 Simples                                    | Tony Roche 6-3/7-5/6-3                  | Tom Okker           | Roger Taylor Cliff Drysdale                   | Marty Riessen Nikola Pilić Raymond Moore Barry Phillips-Moore           |
| 18 de Julho     | Washington EUA Duro 64 Simples                                    | Cliff Richey 7-5/6-2/6-1                | Arthur Ashe         | Ilie Năstase Ion Țiriac                       | Stan Smith Georges Goven Bob Hewitt Dick Crealy                         |
| 19 de Julho     | Leicester Grã-Bretanha Grama 16 Simples                           | Tom Okker 6-1/10-8                      | Roger Taylor        | Cliff Drysdale Allan McDonald                 | Torben Ulrich Rauty Krog Mark Cox Owen Davidson                         |
| 20 de Julho     | Cincinnati EUA Saibro 64 Simples                                  | Ken Rosewall 7-9/9-7/8-6                | Cliff Richey        | Ilie Năstase Jan Kodeš                        | Clark Graebner Bob Hewitt Ion Țiriac Stan Smith                         |
|                 | Estados Unidos                                                    |                                         | Estados Unidos      | Estados Unidos · Estados Unidos               | Estados Unidos · Estados Unidos · Estados Unidos · Estados Unidos       |